# Ford Models Supermodel of the World
Supermodel of the World (Ford Supermodel of the Year, in precedenza Face of the 80s) è un concorso di bellezza per modelle istituito da Eileen Ford nel 1981. Il concorso mette in mostra giovani aspiranti modelle di oltre 50 nazioni, al fine di scoprire nuovi talenti per l'industria della moda. La vincitrice della finale internazionale riceve un contratto con l'agenzia di moda Ford Models del valore di 250.000 dollari. La seconda e la terza classificata ricevono rispettivamente un contratto del valore di 150.000 e 100.000 dollari.

## Albo d'oro
| Anno | Vincitrice              | Nazione        |
| 1981 | Annette Stai            | Norvegia       |
| 1982 | Renée Simonsen          | Danimarca      |
| 1983 | Carrie Miller           | Stati Uniti    |
| 1984 | Catherine Ahnell        | Svezia         |
| 1985 | Joanna Van Trees        | Stati Uniti    |
| 1986 | Monika Schnarre         | Canada         |
| 1987 | Celia Forner            | Spagna         |
| 1988 | Anuschka Muzik          | Cecoslovacchia |
| 1989 | Synne Myreboe           | Norvegia       |
| 1990 | Anneliese Seubert       | Australia      |
| 1991 | Daniela Benavente       | Cile           |
| 1992 | Tricia Helfer           | Canada         |
| 1993 | Georgia Göttmann        | Germania       |
| 1994 | Veronica Blume          | Spagna         |
| 1995 | Anna Marie Cseh         | Ungheria       |
| 1996 | Leanne Spencer          | Canada         |
| 1997 | Diana Pereira           | Portogallo     |
| 1998 | Katie Burell            | Regno Unito    |
| 1999 | Alyssa Kealy            | Australia      |
| 2000 | Margarita Babina        | Russia         |
| 2001 | Asta Buziliauskaitė     | Lituania       |
| 2002 | Dari Maximova           | Germania       |
| 2004 | Nataliya Gotsiy         | Ucraina        |
| 2005 | Camila Finn             | Brasile        |
| 2006 | Katsia Damankova        | Bielorussia    |
| 2007 | Sanne Nijhof            | Paesi Bassi    |
| 2008 | Kang Seung-Hyun         | Corea del Sud  |
| 2009 | Tayane Leão             | Brasile        |
| 2010 | Katrina Karlina Caune   | Lettonia       |
| 2011 | Danica Flores Magpantay | Filippine      |
| 2012 | Sofía Polenta           | Argentina      |